# 安倍安仁
安倍 安仁（あべ の やすひと）は、平安時代初期から前期にかけての公卿。参議・安倍寛麻呂の次男。官位は正三位・大納言。

## 経歴
若くして校書殿に出仕したのち、嵯峨朝では山城大掾・中務少丞・民部少丞を歴任する。
天長年間の初頭に近江権大掾に任ぜられるが、同国の介であった藤原弟雄に信頼され政事を委ねられた。安仁が地方官として政事を行うにあたって万事滞りなくやりきるとして、その名声は朝廷にまで届き、天長3年（826年）蔵人に任ぜられ、天長5年（828年）には従五位下・信濃介に昇進した。信濃介を3年務める間、同国内は粛然とした様子であったといい、のちに嵯峨上皇が諸国司の優劣を評議した際には、安仁の信濃介に及ぶ者はないと評したという。天長8年（831年）地方官としての功績により従五位上に叙せられる。
天長10年（833年）3月の仁明天皇の即位に伴い蔵人頭に任ぜられると、同年11月に正五位下、承和3年（836年）従四位下と急速に昇進し、承和5年（838年）参議兼刑部卿に任ぜられ公卿に列した。
この間の承和2年（835年）には勅により嵯峨上皇の身近に仕えるが、上皇に非常に信任されて嵯峨院別当を務め、諸事の決定を委ねられた。かつて、院の諸事が滞り院に仕える人々は悩んでいたが、安仁が別当に任ぜられると、僅かの間にうまくまとめて処理してしまったことから、上皇に褒め称えられたという。のち、上皇に山院の諸事を取り仕切るより国の重要な政務を扱う官職に就くべき、と言われ、承和7年（840年）に左大弁を兼任する一方院別当を辞職する。しかしその後、院の諸事がうまくいかなくなったことから、結局安仁が再度院別当に還任し、安仁は夜明けには弁官の業務に就き、退朝後は必ず嵯峨院に伺うようになった。朝廷から院まで原野数里を頻繁に往来する様子に朝廷が憐れみ、特に選んで院に出仕するのに都合の良い官職に転じたという。
承和9年（842年）正月に大蔵卿に転じ、同年に発生した承和の変後の8月に道康親王（のち文徳天皇）が皇太子に立てられると、その春宮大夫に任ぜられた。承和11年（844年）従四位上と8年ぶりに昇叙されると、承和13年（846年）正四位下・右大弁、承和15年（848年）従三位・中納言と再び急速に昇進を果たした。また、同年には洪水で流された山崎橋を修復するために源弘・滋野貞主・伴善男とともに現地へ派遣されている。
嘉承3年（850年）文徳天皇の即位に伴い正三位に叙せられ、斉衡3年（856年）権大納言、翌天安元年（857年）には大納言兼右近衛大将に至っている。貞観元年（859年）4月23日薨去。享年67。最終官位は大納言正三位兼行民部卿陸奥出羽按察使。

## 人物
身長6尺3寸（約190 cm）の偉丈夫で、重々しく威厳があった。性格は落ち着いていて思慮深く、心立ちも謙虚で人々を家族のように愛したという。また、政務に熟達して、朝廷のしきたりにも良く通じており、奏議に応対するにあたり滞ることがなかった。時間があるときには子孫に教え戒めたという。

## 逸話
ある時、安仁は子弟に対して、諸国の租税は多くが領主の収入となって、官に納める者は少なく、一方で暮らして行く分には私の食封は身に余っている、と言った。まもなく、安仁は文徳天皇に対して、私は3つの官職を帯びて食封800戸を得ているが尸位素餐の身に多すぎる、伏して願うには大納言としての職封を減らして、中納言に準じた量にして欲しい、旨を上表した。天皇は安仁の譲る心に感心して、特別にこれを許したという。

## 官歴
注記のないものは『六国史』による。
- 弘仁年間：山城大掾
- 弘仁11年（820年） 2月：昇殿[6]
- 弘仁12年（821年） 2月：中務丞[6]
- 弘仁14年（823年） 日付不詳：民部少丞
- 天長年間初：近江権大掾
- 天長3年（826年） 正月：蔵人[6]
- 天長5年（828年） 正月7日：従五位下、信濃介[6]
- 天長8年（831年） 正月4日：従五位上（褒能治[6]）
- 天長10年（833年） 3月：蔵人頭[6]。11月18日：正五位下、兵部少輔[6]
- 承和元年（834年） 7月1日：兵部大輔、兼近江守[6]
- 承和2年（835年） 2月1日：刑部大輔、嵯峨院別当[6]。11月：治部大輔[6]
- 承和3年（836年） 正月7日：従四位下
- 承和5年（838年） 正月10日：参議。8月5日：兼刑部卿
- 承和7年（840年） 6月10日：兼左大弁、刑部卿如元
- 承和9年（842年） 正月13日：大蔵卿。8月4日：兼春宮大夫（皇太子・道康親王）
- 承和10年（843年） 正月：兼下野守[6]。2月10日：弾正大弼。11月16日：河内和泉校田使長官
- 承和11年（844年） 正月7日：従四位上。10月3日：河内和泉班田使長官
- 承和13年（846年） 正月7日：正四位下。正月13日：兼右大弁、弾正大弼春宮大夫下野守如元
- 承和15年（848年） 正月10日：従三位、中納言。正月13日：兼民部卿、春宮大夫如元
- 嘉祥3年（850年） 3月21日：止春宮大夫（即位）。3月22日：山作司（仁明天皇崩御）。4月17日：正三位
- 斉衡2年（855年） 正月15日：陸奥出羽按察使
- 斉衡3年（856年） 10月：権大納言[6]
- 天安元年（857年） 4月6日：大納言。4月19日：兼右近衛大将
- 天安2年（858年） 11月17日：止右近衛大将
- 貞観元年（859年） 4月23日：薨去（大納言正三位兼行民部卿陸奥出羽按察使）

## 系譜
- 父：安倍寛麻呂[2]
- 母：不詳
- 妻：多治氏[7]（?-867）
  - 男子：安倍宗行[2]
  - 女子：（?-?）
- 妻：不詳[7]
  - 男子：安倍貞行[2]（?-?）
  - 男子：安倍清行[2]（825-900）
  - 男子：安倍興行[2]（?-?）